# Kepurun
Kepurun is een bestuurslaag in het regentschap Klaten van de provincie Midden-Java, Indonesië. Kepurun telt 1930 inwoners (volkstelling 2010).